# Psectrosema tamaricis
Psectrosema tamaricis är en tvåvingeart som först beskrevs av Stefani 1902.  Psectrosema tamaricis ingår i släktet Psectrosema och familjen gallmyggor. Inga underarter finns listade i Catalogue of Life.